# Passing (pel·lícula)
Passing és una pel·lícula de drama romàntic en blanc i negre del 2021 escrita, produïda i dirigida per Rebecca Hall en el seu debut com a directora. Està basat en la novel·la homònima de Nella Larsen de 1929, i el seu títol fa referència als afroamericans que tenien un color de pell prou clar com per ser percebuts com a blancs, anomenat passing. La pel·lícula és protagonitzada per Tessa Thompson, Ruth Negga, André Holland, Bill Camp, Gbenga Akinnagbe, Antoinette Crowe-Legacy i Alexander Skarsgård.
Passing es va estrenar al Festival de Cinema de Sundance el 30 de gener de 2021 i va començar una estrena limitada a les sales el 27 d'octubre de 2021, abans de la transmissió a Netflix el 10 de novembre. La pel·lícula va rebre l'aclamació de la crítica, que va elogiar el guió i direcció de Hall i les actuacions de Thompson i Negga. La pel·lícula va ser nomenada una de les deu millors pel·lícules del 2021 per l'African-American Film Critics Association (Associació de crítics de cinema afroamericans). Per la seva actuació, Negga va ser nominada als premis Globus d'Or, BAFTA i Screen Actors Guild en la categoria de millor actriu secundària.